# 最も高潔な人種
『最も高潔な人種――北朝鮮の人々の自己認識とその問題点』（The Cleanest Race: How North Koreans See Themselves and Why it Matters）は、国内消費向けの北朝鮮のプロパガンダを分析することにより、北朝鮮が自国民を指導するイデオロギーについて論じた研究書である。著者はブライアン・レイノルズ・マイヤーズ、英語で書かれ、2010年に刊行された。北朝鮮の指導イデオロギーが共産主義であるという一般的な理解に反して実際には、自民族優越思想に立脚する国家主義（race-baced nationalism）であるというのが本書を通じて論じられるマイヤーズの主張である。また本書では、その起源が日本型のファシズムにあるとも主張されている。著者マイヤーズは本書執筆以前に北韓資料センターの収集資料を研究しており、本書はその研究結果に基づく。

## 著者
ブライアン・レイノルズ・マイヤーズは、アメリカ合衆国で生まれ、大学卒業までドイツで教育を受けた。月刊誌 The Atlantic のエディターの一人であり、大衆向け文芸のテクスト・クリティークに関する同誌の連載コラムを再編集した著書 A Reader's Manifesto (2002) がある。また、1994年の著書 Han Sorya and North Korea Literature (1994) は北朝鮮文学の研究書である（当時は北朝鮮文学を扱った、英語で読める唯一の研究書であったが、2010年に Tatiana Gabroussenko の Soldiers on the Cultural Front (2010) という文学史の研究書が刊行されて、唯一ではなくなった）。マイヤーズは20年間にわたり北朝鮮について研究し、朝鮮語に流暢である。また、釜山の東西大学校で国際関係論を教えている。
本書執筆のため、マイヤーズは大韓民国統一部で手に入れられる限りの、北朝鮮国内で消費されることが意図された小説、映画、定期刊行物を参照して、北朝鮮のマス・カルチャーについて調査した。マイヤーズ自身が主張するところによると、このアプローチの時点で、本書の分析は従来の北朝鮮ウォッチャーによる分析と違って新しいという。従来の分析は北朝鮮の国営メディア朝鮮中央通信（KCNA）が外部向けに発信した情報か、韓国内から英語で発信されるレポートに基づくものばかりであって、朝鮮語による内部向けのプロパガンダに焦点を当てたものはなかったからである。

## 内容
本書『最も高潔な人種』（The Cleanest Race）は二部構成になっている。前半はプロパガンダを通して考察した北朝鮮の歴史であって、日本統治時代からアメリカ人ジャーナリスト拘束事件が発生した2009年までを扱う。後半はプロパガンダに表現されるテーマごとの章立てになっており、「母なる朝鮮」、金日成、金正日、外国人観、「南朝鮮」といったテーマごとに北朝鮮の国内向けプロパガンダを分析する。
本書で採用されているプロパガンダ分析の手法は、朝鮮語の詩や記念建造物に込められたメタファーを論じ、そうしたメタファーに込められた自民族優越思想（＝人種差別主義）的ニュアンスを言語化するというものである。本書にはカラー口絵が16ページ含まれる。カラーページに引用されているポスターは、日本人やアメリカ人の人種差別主義的カリカチュアや、亡くなった指導者金日成と金正日を慈父のようなイメージで描いたものである。

### 人種差別主義的アイデンティティ

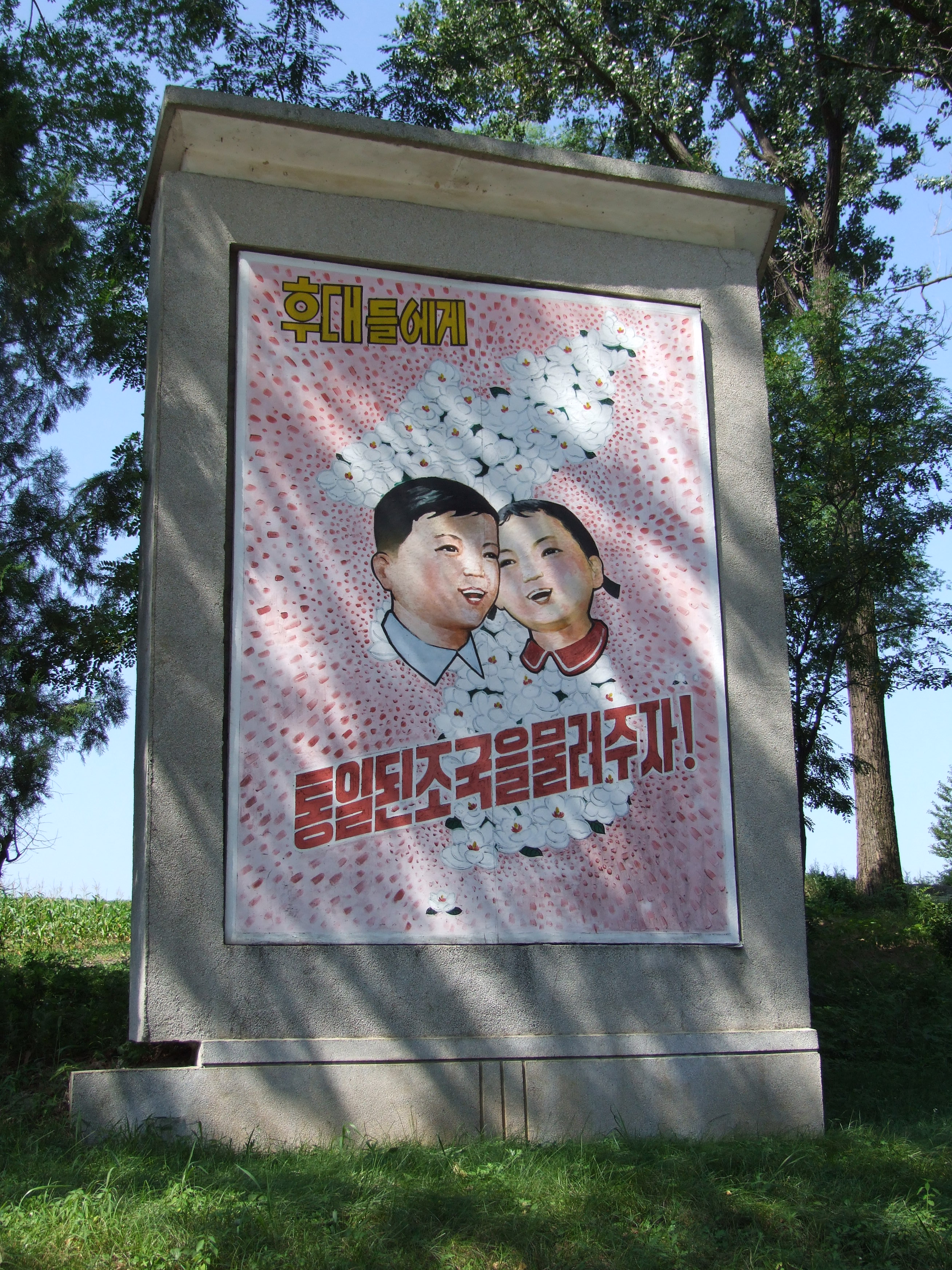
朝鮮半島の軍事境界線に近い非武装地帯に置かれた統一推進プロパガンダ。

本書『最も高潔な人種』は、北朝鮮政府の最重要イデオロギーが極左思想に基づいてはおらず、むしろ、極右思想に基づいていると述べる。2009年の改正により朝鮮民主主義人民共和国社会主義憲法には、もはや共産主義への言及すらなくなった。著者マイヤーズによると、主体思想は北朝鮮の主要イデオロギーではない。むしろ外国人を欺くために、意図的に「主体思想こそが指導原則である」と言っているのではないか、というのが証拠に基づいた著者の推測である。
さらに本書は、北朝鮮国内で黒人のキューバ人外交官が暴徒に襲われた事件や、他民族との混血児を身ごもった北朝鮮女性に中絶が強いられた事件の調査報告を引用し、北朝鮮体制の本質が排外感情と軍国主義にある点を指摘する。本書が論じたところによれば、北朝鮮体制を支えるイデオロギーは、マルクス＝レーニン主義ではなく朱子学的儒教思想でもない、むしろ日本型のファシズムとの間に関連が見出せるという。
本書は、政府が自民族を人種差別主義的に規定していることにより、「朝鮮民族」が（外国人とは対照的に）汚れがなく道徳的にすぐれた存在であるが軍事的には脆弱であり、それゆえ金日成のカリスマ的指導と保護を必要とする存在であるとする、優生学的なナショナル・アイデンティティがもたらされていると議論する。ただし、著者マイヤーズによると、これは大衆を統制するために必要な抑圧と監視の総量を北朝鮮政府なりに削減しようとする戦略の一つかもしれない。

### 外交政策との関わり
本書が分析したところによると、北朝鮮政府のプロパガンダにおいて韓国は、外国人支配勢力（特に在韓米兵）により、汚染された地として描写される。反米主義は北朝鮮の外交政策の要石である。北朝鮮国民が「不浄の世界からの命令」は清い朝鮮人種には適用されるべきではないから公然と無視してよいと考えるようになっていることを著者は憂慮する。
北朝鮮の国内向けプロパガンダにおいては、食糧支援などのアメリカによる人道支援が、アメリカの臆病さの表われであるかのように描写される。そこには、アメリカの「善良な」労働者と「邪悪な」資本家の区別すらない。この点はかつて冷戦期ソ連のプロパガンダも同様であった。

## 受容

### 新聞報道
本書『最も高潔な人種』は2010年の刊行当時、非常にメディアに注目され、アメリカ合衆国内の各種新聞で「書評欄が荒れ狂った」。いくつかの書評においては、北朝鮮国民によるゼノフォビア（排外感情）の実例が紹介され、韓国の国際結婚率の高さが心配された。
21世紀初頭に北朝鮮への訪問経験があるジャーナリストのクリストファー・ヒッチェンズは、かつての訪問時に抱いた「北朝鮮はスターリン主義体制国家である」との認識が皮相なものであり、かつ、誤りであったと結論付ける長い書評を書いた。ヒッチェンズはまた、本書の分析から導き出される「嫌悪せざるを得ない帰結」として、多くの韓国人が自分たちの政府よりも北朝鮮体制のほうを「正統性のある」コリアだと思ってしまう可能性を指摘した。
雑誌『ニューヨーク・タイムズ』は、本書の特徴を「直感に反する」事実が次々と提示され、議論が「用意周到且つ複雑」に展開されると評した。しかしながら、The New Republic 紙のブラッドリー・マーティン（Bradley K. Martin）は、スターリン主義、毛沢東主義、東アジアの伝統思想が北朝鮮のイデオロギー形成に与えた役割を、本書に基づいて軽視してしまってはならないと述べる。マーティンは、ファシズム体制以前の日本の「甘え」（amae, dependence on parents）、「万歳」（banzai, wishing long life for the ruler）といった日本語の単語によって、北朝鮮イデオロギーの心理学的な理解が可能であると論じた。

### 学術的受容

#### 論文
歴史学者のチャールズ・アームストロングが研究雑誌 The Journal of Asian Studies で主張したところによると、本書『最も高潔な人種』の提示した各結論は「目新しいものではない」。アームストロングによると、北朝鮮に対する「日本の植民地主義的軍国主義」の影響については、マイヤーズの元同僚の歴史学者、ブルース・カミングスがすでに取り扱っている。アームストロングは、マイヤーズが日本の影響を過大評価しているとし、大日本帝国にはカリスマ的リーダーと大衆動員党を欠くため、実際に北朝鮮に近いのは、日本型ではなくヨーロッパ型のファシズム体制ではないかと述べた。
オルゾ・デヴィッド＝ウェスト（Alzo David-West）が研究雑誌 Journal of Contemporary Asia で主張したところによると、本書は「ありきたりの『悪の枢軸』論法による文化論」であって、ナチズムとスターリニズムの違いも曖昧であり、北朝鮮に対する毛沢東主義の歴史的影響を見落としているという。デヴィッド＝ウェストは、マイヤーズが関連する北朝鮮学の先行研究、パク・ハンシクの研究（例えば North Korea: The Politics of Unconventional Wisdom (2002)）を引用していない点、先軍思想に関する言及が少ない点を本書の不備として挙げ、さらに主体思想が民族主義的思想であるという主張は誤りで、普遍的人権思想であると主張した。
ガード・ジェンドラシェク（Gerd Jendraschek）が研究雑誌 Studies on Asia で書いたところによると、マイヤーズは「言説の共時的な違いと通時的な違いを軽視している」といい、本書は「説明不足」であり「反証を無視」しており「自己矛盾に陥って」おり「バイアスのかかった噂話に基づいた分析」を行っているとした。
スージー・キム（Suzy Kim）が研究雑誌 Critical Asian Studies で書いたところによると、マイヤーズは「子供じみたオリエンタリズムに満ちたまなざし」を通して北朝鮮を解読しようとしており、「朝鮮の伝統的な儒教との関係を理解せず」「儒教の影響を否定し」「北朝鮮では親子関係が日常的に比喩として用いられることを意図的に無視」しているという。また、マイヤーズが「先入主により北朝鮮の唯我論とナショナリズムから人種差別主義を合成した」とし「〔これにより〕アメリカの人種差別主義とオリエンタリズムを免罪しようとしている」とした。また、マイヤーズが「一度も〔北朝鮮を〕代表する者や住民への聞き取り調査を行っておらず」「用いた資料を文脈に応じて〔柔軟に〕解釈を変えることをしない」一方で、「テクストを自分の都合のよいようにひとまとめにするストローマン論法」を用いているとした。また、マイヤーズが「『朝鮮民族』と『他民族』の単純な二分法」を「額面どおりに受け取っている」とした。
クレイグ・マッキー（Craig MacKie）は研究雑誌 The Political Economy of Affect in East Asia 上で、「マイヤーズの『子なる人種』という概念定義には、彼が依拠したテクストの選び方に問題があるため、非常に疑わしい点がある」と書いたが、「本書全体は、北朝鮮のプロパガンダを特徴付ける、死せる父祖への病的なこだわりと、その子孫というテーマについて実に正確に記述している」とした。

#### 雑誌類
アンドレイ・ランコフは雑誌 Far Eastern Economic Review 上で、マイヤーズの北朝鮮へのアプローチは「斬新である」と書いた。

### その他
北朝鮮に7年間住んだビジネス問題の専門家、フェリックス・アプトは、本書には「欠陥があり」「当てにならず」「ばかげており」「疑問を持たざるを得ない」と主張した。そして本書が「北朝鮮人自身よりも北朝鮮のプロパガンダをまじめに受け止めている」と述べた。